# Richard Güntsche

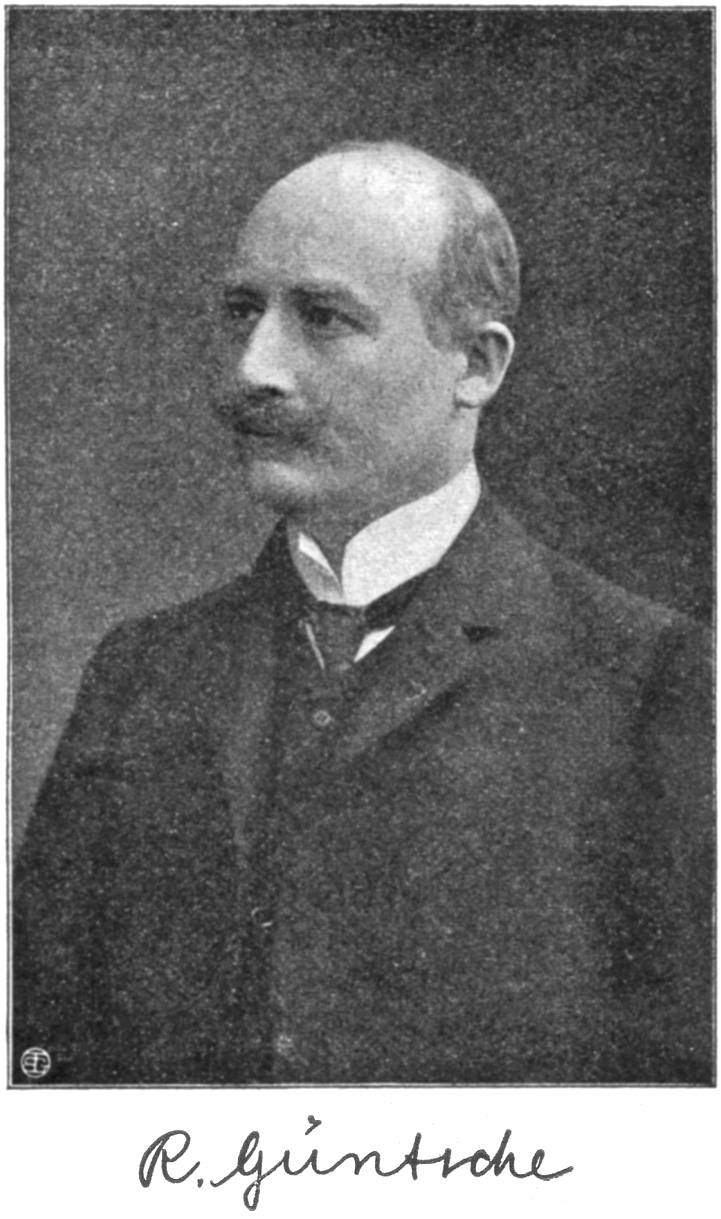
Richard Güntsche

Heinrich Edmund Richard Güntsche (* 16. Februar 1861 in Rudolstadt; † 15. Mai 1913 in Berlin-Wilmersdorf) war ein deutscher Mathematiker.

## Leben

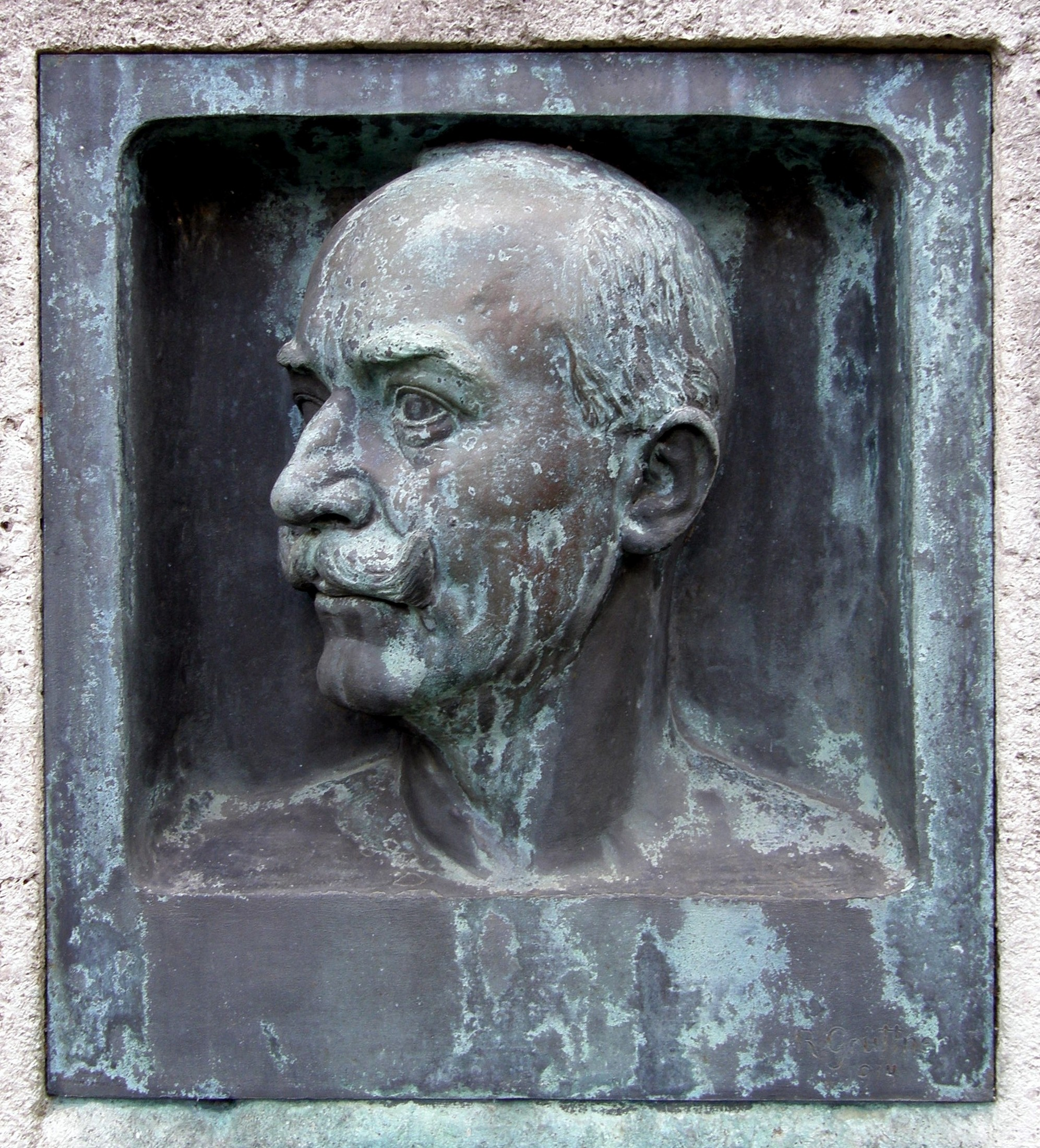
Porträtrelief Güntsches an seinem Grabmal

Güntsche war der älteste Sohn eines Gerbereibesitzers. Nach dem Besuch der Realschule in seiner Geburtsstadt besuchte Güntsche das Realgymnasium in Weimar. Nach bestandener Reifeprüfung studierte er ab 1878 Mathematik und Naturwissenschaften, zunächst an der Berliner Universität, dann bis 1882 an der Universität Leipzig. 1884/1885 leistete er sein pädagogisches Probejahr in Brandenburg an der Havel ab und war anschließend als Hilfslehrer in Berlin und Frankfurt (Oder) beschäftigt. 1888 wurde er dann ordentlicher Lehrer an der dritten Berliner Realschule. Zu dieser Zeit beschäftigte er sich mit der Theorie der Differentialgleichungen, insbesondere der Differentialgleichungen erster Ordnung. 1891 verfasste er zu diesem Thema seine Dissertation, mit der er 1891 an der Universität Jena promoviert wurde.
1902 wechselte Güntsche als Assistent von Emil Lampe an die Technische Hochschule (Berlin-)Charlottenburg. Er bewies unter anderem, dass in einem rationalen Tetraeder sämtliche Kanten- und Flächenwinkel der vier Ecken rationale goniometrische Funktionen haben.
Güntsche hat über 20 Jahre lang am Jahrbuch über die Fortschritte der Mathematik mitgearbeitet. Der Berliner Mathematischen Gesellschaft gehörte er seit deren Gründung im Oktober 1901 an und im Oktober 1910 wurde er zum Vorsitzenden der Gesellschaft gewählt.
Das Grab von Richard Güntsche befindet sich auf dem Friedhof Wilmersdorf. Das Grabmal wird geschmückt von einem Hochrelief im Halbprofil, das der Bildhauer Richard Grüttner 1914 fertigte.

## Einzelnachweis
1. ↑  StA Wilmersdorf, Sterbeurkunde Nr. 421/1913

| Personendaten    | Personendaten                                          |
| ---------------- | ------------------------------------------------------ |
| NAME             | Güntsche, Richard                                      |
| ALTERNATIVNAMEN  | Güntsche, Heinrich Edmund Richard (vollständiger Name) |
| KURZBESCHREIBUNG | deutscher Mathematiker                                 |
| GEBURTSDATUM     | 16. Februar 1861                                       |
| GEBURTSORT       | Rudolstadt                                             |
| STERBEDATUM      | 15. Mai 1913                                           |
| STERBEORT        | Berlin-Wilmersdorf                                     |